# Brewster's Millions (film, 1914)
Pour les articles homonymes, voir Brewster's Millions.
Pour plus de détails, voir Fiche technique et Distribution.
Brewster's Millions est un film de comédie muet américain coréalisé par Oscar Apfel et Cecil B. DeMille et sorti en 1914.
C'est une adaptation du roman de 1902 écrit par George Barr McCutcheon, lui-même adapté au théâtre à Broadway en 1906 par Winchell Smith et Byron Ongley.

## Fiche technique
- Titre original : Brewster's Millions
- Réalisation : Oscar Apfel, Cecil B. DeMille
- Scénario : d'après le roman de George Barr McCutcheon
- Photographie : Alvin Wyckoff
- Montage :
- Musique :
- Pays d'origine : États-Unis
- Langue originale : film muet
- Format : noir et blanc
- Genre : comédie
- Durée : 5 bobines
- Dates de sortie :
  - États-Unis : 15 avril 1914

## Distribution
- Edward Abeles : Robert Brewster / Monty Brewster
- Joseph Singleton : Edwin Peter Brewster
- Sydney Deane : Jonas Sedgwick
- Miss Bartholomew : Louise Sedgwick
- Mabel Van Buren : Mrs. Gray
- Dick La Reno : Swearengen Jones / The Sheik (comme Richard Le Reno)
- Baby La Reno : Monty Brewer, âgé de 5 ans
- 'Baby' Carmen De Rue : Peggy Gray, âgée de 5 ans (comme Baby De Rue)
- Winifred Kingston : Peggy Gray
- Fred Montague : Colonel Drew
- Bernadine Zuber : Barbara Drew
- Monroe Salisbury : Noppier Harrison
- Stuart Sage : Subway Smith
- Jane Darwell : Mrs. Dan De Mille
- William Elmer : 1st Prizefighter (comme Billy Elmer)
- Maureen Rasmussen : Trixie, the Actress